# Национальное собрание Белиза
Национальное собрание Белиза — двухпалатный орган законодательной власти в Белизе. Состоит из Палаты представителей (31 избираемых депутатов) и Сената (8 назначаемых на пять лет членов). Нынешний состав Палаты представителей был сформирован по итогам парламентских выборов, которые прошли 11 ноября 2020 года.

## Палата представителей
Палата представителей — нижняя палата парламента Белиза. Была организована после принятия Конституции 1981 года. Состоит из 31 члена, каждый из которых представляет один избирательный округ. В состав палаты входят представители не только правящей партии, но и оппозиционной, которые получили свои места на всеобщих выборах. Во время заседаний Палату представителей возглавляет спикер. Основная обязанность спикера - поддерживать порядок и контроль. Палата представителей принимает законопроекты, обсуждает национальные вопросы и утверждает государственный бюджет.
| Партии                                           | Процент голосов | Количество депутатов |
| ------------------------------------------------ | --------------- | -------------------- |
| Народная объединённая партия Белиза (НОП)        | 59.60%          | 26                   |
| Объединённая демократическая партия Белиза (ОДП) | 38.84%          | 5                    |
| Всего (в голосовании приняло участие 81%)        |                 | 31                   |
| Источник: Парламентские выборы в Белизе (2020)   |                 |                      |

## Сенат
Сенат — верхняя палата. Сенат обсуждает и утверждает законопроекты, присланные Палатой представителей. В его состав входят 13 членов, которые назначаются генерал-губернатором. Председатель Сената председательствует на заседаниях.
6 сенаторов назначаются по рекомендации премьер-министра
3 сенатора назначаются по рекомендации лидера оппозиции.
1 назначен по рекомендации Торгово-промышленной палаты Белиза и Бизнес-бюро Белиза.
1 назначен по рекомендации Совета церквей Белиза.
1 назначен по рекомендации Национального конгресса профсоюзов Белиза.
1 назначен по рекомендации неправительственных организаций (НПО)

## Процесс законотворчества
Сначала кабинет принимает идею министра, законодатели готовят законопроект. Затем законопроект утверждается Кабинетом министров, после чего законопроект вносится в представителей для трёх чтений. После первого чтения проходит заседание комитетов палаты представителей, чтобы услышать общественное мнение и возможные изменения в законопроекте. После принятия законопроекта в палате представителей он отправляется на три чтения в сенате. После принятия законопроекта сенатом, он отдаётся на подписание генерал-губернатору, после которого становится законом.